# Aram-Naharaim
Koordinaten: 36° 32′ 0″ N, 42° 26′ 0″ O
Aram-Naharaim (Aram zwischen den Flüssen) (syr. ܒܝܬܢܗܪܝܢ oder ܐܪܡ ܢܗܪܝܢ) war die Bezeichnung einer kleinasiatischen Region zwischen dem Balich und dem Chabur, die oberhalb des Euphrat im Bereich des Königreichs Mitanni lag. Teilweise wird die Region mit der griechischen Übersetzung „Mesopotamien“ bezeichnet, darf jedoch nicht mit der historischen Ausbreitung der Kulturlandschaft Mesopotamien gleichgesetzt werden.

## Biblische Erwähnungen
Aram-Naharaim gilt als die Heimat des Stammvaters Abraham. Nach dem biblischen Bericht stammt er aus der Gegend am Euphrat und wandert auf Befehl Gottes mit seiner Frau Sara und seinem Neffen Lot nach Kanaan aus (Genesis 12,1-5).
Das Gebiet wird namentlich fünf Mal in der Bibel erwähnt (Gen 24,10; Dtn 23,5; Ri 3,8; 1Chr 19,6; Ps 60,2).

## Historische Erwähnungen
In drei Amarna-Briefen wird Nahrima im Zusammenhang mit Naharina erwähnt. Strabo gebrauchte den Begriff „Mesopotamien“ ursprünglich nur für den nördlichen Teil der Tiefebene zwischen den Flüssen, während er den südlichen Teil „Babylonien“ nannte. Der Name „Mesopotamien“ stammt aus der Zeit des Hellenismus, als die griechischen Geographen der alten Zeit den Siedlungsraum zwischen den Flüssen Euphrat und Tigris, das Land Aram-Naharaim, ins Griechische übersetzten.
Dieser südöstliche Landesteil bis zum Chabur und Singara wurde im Jahre 156 durch L. Verus den Parthern entrissen und zur römischen Provinz gemacht und blieb es in seinem Hauptteil (auch nach Abtretung von Nisibis und Singara im Jahre 364 an die Perser) bis zur arabischen Eroberung ein halbes Jahrtausend. Dadurch erhielt in engeren als den oben bezeichneten geographischen Grenzen der Name Mesopotamien auch eine politisch-administrative Bedeutung. Diese wurde durch die Teilung der größeren Provinz unter Diokletian auf die armenischen Gebiete bis zum oberen Tigris reichende Hälfte eingeschränkt.
Die Masch-Aramäer lebten auf dem Berg Masch bzw. Masios, der nach ihnen benannt wurde. Seit nachchristlicher Zeit nennt sich dieser Ort bis heute Tur Abdin. In dieser schmalen Kulturzone war das Gebiet der Masch- oder Masios-Flüsse, dem Hirmas (von den Griechen Mygdonios genannt), das die Verbindung zwischen dem Osten und dem im Westen beherrschenden Nisibis darstellte, von großer Bedeutung.